# Turua
Turua es una pequeña localidad agrícola localizada en las Llanuras Hauraki, al sureste de Auckland en la Isla Norte de Nueva Zelanda.
En lós últimos censos se citan 441 viviendas en Turua. En 2006, en la Escuela primaria de Turua, habían matriculados 184 estudiantes. 